# Unna Åtåsjaure
Unna Åtåsjaure är en sjö i Jokkmokks kommun i Lappland och ingår i Luleälvens huvudavrinningsområde. Sjön har en area på 0,0779 kvadratkilometer och ligger 342,3 meter över havet.

## Delavrinningsområde
Unna Åtåsjaure ingår i det delavrinningsområde (740501-170663) som SMHI kallar för Ovan 740320-170619. Medelhöjden är 340 meter över havet och ytan är 2,08 kvadratkilometer. Det finns inga avrinningsområden uppströms utan avrinningsområdet är högsta punkten. Kanibäcken som avvattnar avrinningsområdet har biflödesordning 2, vilket innebär att vattnet flödar genom totalt 2 vattendrag innan det når havet efter 161 kilometer. Avrinningsområdet består mestadels av skog (95 procent). Avrinningsområdet har 0,08 kvadratkilometer vattenytor vilket ger det en sjöprocent på 3,7 procent.